# 台鐵DK500型蒸汽機車
臺鐵DK500型蒸汽機車是臺灣鐵路管理局自民間收購的飽合式蒸汽機車，其設計是參考德國的DRG Class 81蒸汽機車:177。此型機車被臺鐵收購前大多用於建設工程，收購後被編為DK500型，並僅用於調車工作。

## 概要
臺灣日治時期因建設工程需運送建材與人員等需求，故臺灣總督府土木局便購入數輛蒸汽機車，其中德國Henschel製的12部蒸汽機車被編為A型（A1－A12）:177，此蒸汽機車購入後即用於1920年開始的嘉南大圳建設工程。1930年嘉南大圳工程完工後，便用於1939年開始的新高港(臺中港)築港工程，至二戰結束後仍繼續使用，之後才由臺中港建港工程處將A7與A12兩部機車售予臺鐵:177，轉售後僅作為調車機使用，編號則改為DK500型（DK501、DK502），目前DK500型皆已報廢解體消失。

## 主要規格

### 基本資料
- 日治時期形式：A型
- 號碼
  - 原車號：A1－A12
  - 1949年起：DK501、DK502(A7、A12改號)
- 製造國（廠商）：德國（Henschel）
- 製造年：1921年[1]:178

### 規格[2]:220
- 車輪配置：D（0-8-0）
- 飽合過熱別：飽合式
- 閥裝置\汽門：華式（英语：Walschaerts valve gear）
- 車輪直徑
  - 動輪：853 mm
- 汽缸
  - 數目：2個
  - 直徑：502 mm
  - 行程：523 mm
  - 牽引力：14,419 kgw
- 鍋爐使用壓力（實用汽壓）：11 kgw/cm²
- 傳熱面積（總計124.5 m²）
  - 火箱：8.6 m²
  - 煙管：115.9 m²
- 爐篦面積：1.776 m²
- 煙管直徑×數目
  - 小煙管：45 mm×253支
- 容量
  - 煤櫃：1.92 ton
  - 水櫃：4.67 m³

## 外部連結
- 臺灣國定古蹟編纂研究小組-日治時期烏山頭水庫興建工程用蒸汽機關車舊照